# Kaidala, Tiptur
Kaidala là một làng thuộc tehsil Tiptur, huyện Tumkur, bang Karnataka, Ấn Độ.